# 조이 크룩스
조이 크룩스(Joy Crookes, 1998년 10월 9일 ~ )는 잉글랜드의 싱어송라이터이다. BBC 사운드 오브 2020 명단에 올랐다.

## 음반 목록

### 정규 음반
- Skin (2021)

### EP
- Influence (2017)
- Reminiscence (2019)
- Perception (2019)